# Eumannia ismaïlaria
Eumannia ismaïlaria är en fjärilsart som beskrevs av Charles Oberthür 1913. Eumannia ismaïlaria ingår i släktet Eumannia och familjen mätare. Inga underarter finns listade i Catalogue of Life.